# Белтерра (штат Пара)
Белтерра — муніципалітет і місце плантацій гуми близько 40 км (25 миля) на південь від міста Сантарем, Бразилія (у федеральному штаті Пара ) на краю Планальто, 165 м над рівнем моря.

## Розташування
Серед ґрунтознавців Бельтера відома родючим антропогенним грунтом «Terra preta », який міг бути одним із критеріїв вибору цієї ділянки для плантацій. Хоча характерні ґрунти типу Terra Preta зустрічаються по всій бразильській низовині, ця ділянка надзвичайно добре розроблена, а також науково обстежена і задокументована 
Нагір'я складається з 40—50 м (130—160 фут) глинистих шарів (глина Белтерри) каолінітових відкладів озера пліоцену з чітким відкосом на північ та захід рівнини, що веде до лісової низовини Варзея на березі річки Тапажос.

## Історія
Аналізи 14 С на основі керамічних артефактів Terra Preta, знайдених у Бельтеррі, показали, що ця територія інтенсивно заселялася та оброблялася корінним населенням принаймні з 500 р. до н. е.
Belterra була заснована як гумова плантація після економічного провалу проекту Фордляндія (Fordlândia), яка була заснована в 1934 році Генрі Фордом. Намір Міністерства торгівлі США у 1920-х роках був виробляти каучук у Бразилії та імпортувати його до США. Перевага плантації Belterra перед плантацією Fordlândia, що у 100 км (62 миля) на південь — плаский рельєф, що дозволяє використовувати техніку. У піковий час наприкінці 1930-х років близько 50 км2 (19 миля2)  культивували рослиною Hevea brasiliensis (каучукове дерево).
У Белтеррі були застосовані нові методи селекції з місцевими сортами, які запобігали хворобі листя.  Разом зі зниженням попиту на природний каучук у світі плантація вже не була економічно ефективною. Ford продав його уряду Бразилії, який досі управляє плантацією в рамках програми EMBRAPA.
На сьогодні площа плантації становить близько 10—20 км2 (3,9—7,7 миля2)   широко вкрита переважно старими каучуковими деревами. У піковий час вона на плантації мешкало приблизно 8 — 10 000 людей. Згідно з переписом населення 2010 року, все населення району, включаючи навколишні села, становить 16 324 людей.

## зовнішні посилання
- Опис Белтерри (німецькою мовою) [Архівовано 11 квітня 2021 у Wayback Machine.]
- (Google) карта Белтерри [Архівовано 11 квітня 2021 у Wayback Machine.]
- Польова карта Белтерри [Архівовано 11 квітня 2021 у Wayback Machine.]